# Nahid Kiani
Nahid Kiani (em persa: ناهید کیانی ; Isfahan, 1 de agosto de 1998) é uma taekwondista iraniana.

## Carreira
Ela ganhou medalhas de bronze no Campeonato Asiático de 2016 e nos Jogos Asiáticos de 2018. No evento de qualificação olímpica de Tóquio 2020 na categoria de peso de 57 kg, Nahid Kiani garantiu uma medalha de ouro e uma vaga olímpica ao derrotar sua oponente jordaniana. Durante as Olimpíadas de Tóquio 2020, Kiani enfrentou uma luta polêmica contra Kimia Alizadeh, uma ex-atleta iraniana de taekwondo competindo pela Equipe de Refugiados. Kiani perdeu a luta e foi posteriormente eliminada da competição.
Kiani também ganhou a medalha de ouro no evento peso galo feminino no Campeonato Mundial de Taekwondo de 2023. Nos Jogos Olímpicos de Verão de 2024, em Paris, conquistou a medalha de prata na categoria de até 57 kg.